# Diameneura
Diameneura – wymarły rodzaj błonkówek z rodziny Spathiopterygidae. Obejmuje tylko jeden opisany gatunek, D. marveni.

## Taksonomia
Rodzaj i gatunek typowy opisane zostały po raz pierwszy w 2022 roku przez Maxime Santer i Sergia Álvareza-Parrę na łamach „Cretaceous Research” w publikacji współautorstwa André Nela, Enrique Peñalvera i Xaviera Delclòsa. Opisu dokonano na podstawie pojedynczej inkluzji w datowanym na alb bursztynie, znalezionej w odkrywce San Just w formacji Escucha na terenie Teruelu w hiszpańskiej Aragonii.
Nazwa rodzajowa pochodzi z greki i oznaczać ma „pośrodkowe użyłkowanie” w nawiązaniu do obecności żyłek podłużnych u owada. Epitet gatunkowy nadano natomiast na cześć Nigela Marvena, brytyjskiego prezentera filmów przyrodniczych, w tym dokumentów paleontologicznych.

## Morfologia
Błonkówka o ciemnobrązowym do czarnego ciele długości około 1,4 mm. Głowa była kulistawo-jajowata, zaopatrzona w trzy przyoczka oraz niewyłupiaste oczy złożone zbudowane z ponad setki fasetek. Czułki miały wydłużone, półtorakrotnie dłuższe niż szerokie nóżki oraz dwukrotnie od nich dłuższe i lekko zakrzywione trzonki. Mezosoma miała rozdętą tarczę śródplecza. Na tarczy tej oraz na tyle głowy występowała wielokątna mikrorzeźba złożona z drobnych zmarszczek. Sięgające poza szczyt odwłoka skrzydło przednie miało dobrze zaznaczone frędzle z gęstych, sztywnych szczecinek na krawędzi, silnie zesklerotyzowaną parastigmę (środkowo-nasadowa część brzegu kostalnego) oraz pomarszczoną błonę. Jego użyłkowanie cechowało się widoczną przy podstawie żyłką złożoną z żyłki subkostalnej i radialnej (Sc+R), zesklerotyzowaną u nasady skrzydła i porośniętą sztywnymi szczecinkami żyłką powstałą z żyłki medialnej i kubitalnej (M+Cu), dobrze wyrażonym, położonym daleko od żyłki radialnej oraz niestykającym się z żyłką Rs+M sektorem radialnym (Rs).